# خانه امیر عظیمی
خانه امیر عظیمی مربوط به دوره قاجار است و در شهرستان ابرکوه، محله درب قلعه، کوچه بین مسجد نوساز و کوچه شهید خوشنوازی، پلاک ۳۸ واقع شده و این اثر در تاریخ ۲۰ اردیبهشت ۱۳۸۶ با شمارهٔ ثبت ۱۹۰۸۷ به‌عنوان یکی از آثار ملی ایران به ثبت رسیده است.